# Susan Trumbore
Susan Trumbore es una científica del sistema terrestre estadounidense cuya investigación se centra en comprender el ciclo del carbono y su impacto en el clima.
Es directora del Instituto Max Planck de Biogeoquímica y profesora de Ciencias del sistema de la Tierra en la Universidad de California, Irvine. Ha sido reconocida con una beca de la Unión Americana de Geofísica, la Asociación Americana para el Avance de la Ciencia, y la Academia Nacional de Ciencias. Fue galardonada con la Medalla Benjamin Franklin.

## Educación y trayectoria
Trumbore obtuvo su licenciatura en Geología en la Universidad de Delaware en 1981 y su doctorado en Geoquímica en la Universidad de Columbia en 1989. Tuvo becas posdoctorales con la Escuela Politécnica Federal de Zúrich y el Laboratorio Nacional Lawrence Livermore, y se unió a la facultad de la Universidad de California, Irvine (UCI) en 1991. Es profesora de Ciencia del sistema de la Tierra en UCI, codirectora de W.M. Keck Carbon Cycle Accelerator Mass Spectrometry Facility, y directora de la oficina de UCI del Instituto de Geofísica y Física Planetaria. También se desempeñó como directora del Instituto Max Planck de Biogeoquímica en 2009.
Trumbore es miembro del equipo de oradores del Collaborative Research Center AquaDiva y miembro del Centro Alemán para la Investigación de Biodiversidad Integrativa iDiv. Es co-coordinadora del proyecto conjunto brasileño/alemán ATTO, entre otros proyectos como 14Constraint, financiado por una subvención avanzada del Consejo Europeo de Investigación.

## Reconocimientos
Trumbore fue elegida miembro de la Unión Americana de Geofísica y la Asociación Americana para el Avance de la Ciencia en 2005. Fue elegida para la Academia Nacional de Ciencias en 2010. Fue reconocida con la Medalla Benjamin Franklin en 2018 por «su uso pionero de mediciones de radiocarbono en bosques y suelos para evaluar el flujo de carbono entre la biosfera y la atmósfera, con implicaciones para la comprensión del cambio climático futuro».